# 東京理科大学生命医科学研究所
東京理科大学生命医科学研究所（とうきょうりかだいがくせいめいいかがくけんきゅうじょ、英称:Research Institute for Biomedical Sciences 略称:RIBS）は、東京理科大学の附属研究所である。東京理科大学野田キャンパスに所在する。

## 概要
1989年に生命科学を基礎とした産学協同研究拠点として東京理科大学生命科学研究所が設立された。1995年には、免疫学を中心とした研究所に大きく変貌し国際研究拠点としての体制を整えた。その後学問の急速な進歩により、分子レベルでのメカニズムの解明が新しい疾患概念、診断法、治療法に結びつく時代になり、時代の要請にも合わせ2012年に臨床開発部門を設置し、生命医科学研究所と改名した。
以来、がん医療基盤形成事業で薬学部、理工学部、基礎工学部、工学部と強く連携し学内医理工連携の中心を果たした。また、全学的な共同研究を一層進めるためヒト疾患モデル研究センターの設立と運営を行った。これらの活動を通じ、生命医科学研究所のみならず東京理科大学内の基礎的研究成果医療領域での実用化へのハブの役割も担ってきた。このため、学内での生命科学、医理工連携分野の共同研究の強化はもとより、学外の医療機関、大学、研究所との共同研究体制、実用化促進のため産業界との連携拠点を形成してきた。
免疫学中心の研究活動に加えて、学内の多くの研究者との連携の下に発生、神経、炎症の基礎研究からがん、神経、難病など幅広い医学研究の推進と、学内の研究成果の医療応用推進を指向する研究組織の確立を目指し再編を進めている。その準備として2017年度には、医療技術・機器開発部門（2020年4月より医療機器材料開発部門と改称）の新設、学内の併任教員の発令、学外からの医療系客員教員の招聘を進め、さらに2018年4月から国立がん研究センターとのクロスアポイントメント制を活用した医療機器開発拠点を国立がん研究センター東病院先端医療開発センター内に設置し、共同運営を開始した。また、産業界等の大型外部資金の導入による研究力の飛躍的向上を目指し、2018年4月から新たに炎症・免疫難病制御部門を設置した。
研究所内に大学院生命科学研究科を附設する。

## 沿革
- 1989年（平成元年）4月 - 生命科学研究所として設立される。鶴田禎二が初代所長に就任。
- 1995年1月 - 多田富雄が第2代所長に就任。
- 1999年10月 - 東隆親が第3代所長に就任。
- 2007年1月 - 安部良が第4代所長に就任。
- 2012年4月 - 生命医科学研究所に改称。
- 2016年1月 - 江角浩安が第5代所長に就任。
- 2017年4月 - 医療技術・機器開発部門を設置。
- 2018年
  - 4月 - 国立がん研究センターとの連携を開始。炎症・免疫難病制御部門を設置。
  - 10月 - 樋上賀一が第6代所長に就任。
- 2020年4月 - 共同研究部門を融合研究推進部門に改称、医療技術・機器開発部門を医療機器材料開発部門と改称

## 組織

### 研究部門
- 免疫アレルギー部門
  - 免疫生物学（伊川研）
- がん生物学部門
  - 分子免疫学（北村研）
  - 腫瘍生物学 （昆研）
- 生命情報システム部門
  - 神経科学（中村研）
  - 分子機能生物学（小園研）
- 生体運命制御部門
  - 発生免疫学・再生生物学（後飯塚研）
  - ゲノム＆RNA 編集病態学（櫻井研）
- 分子病態学部門
  - 免疫学、アレルギー学（久保研）
  - 免疫機能生物学（中野研）
- 炎症・免疫難病制御部門
  - 炎症・免疫学（松島研）
- 実験動物学研究部門
  - 免疫実験動物学（岩倉研）
- 医療機器材料開発部門
  - 生体機械学（竹村研）
- 融合研究推進部門
  - 環境生理学（樋上研）
  - 免疫実験動物学（小川研）

### 附属機関
- ヒト疾患モデル研究センター

## 立地等
所在地
- 〒278-0022 千葉県野田市山崎2669

東京理科大学野田キャンパス内
アクセス
- 東武野田線 運河駅下車 徒歩20分